# Hedmätare
Hedmätare, Selidosema brunnearia är en fjärilsart som beskrevs av Charles Joseph de Villers 1789. Hedmätare ingår i släktet Selidosema och familjen mätare, Geometridae. Enligt den svenska rödlistan är arten nära hotad i Sverige. Arten förekommer i Götaland, Gotland och Öland samt tillfälligtvis även i Svealand. Artens livsmiljö är jordbrukslandskap. Inga underarter finns listade i Catalogue of Life.

## Bildgalleri

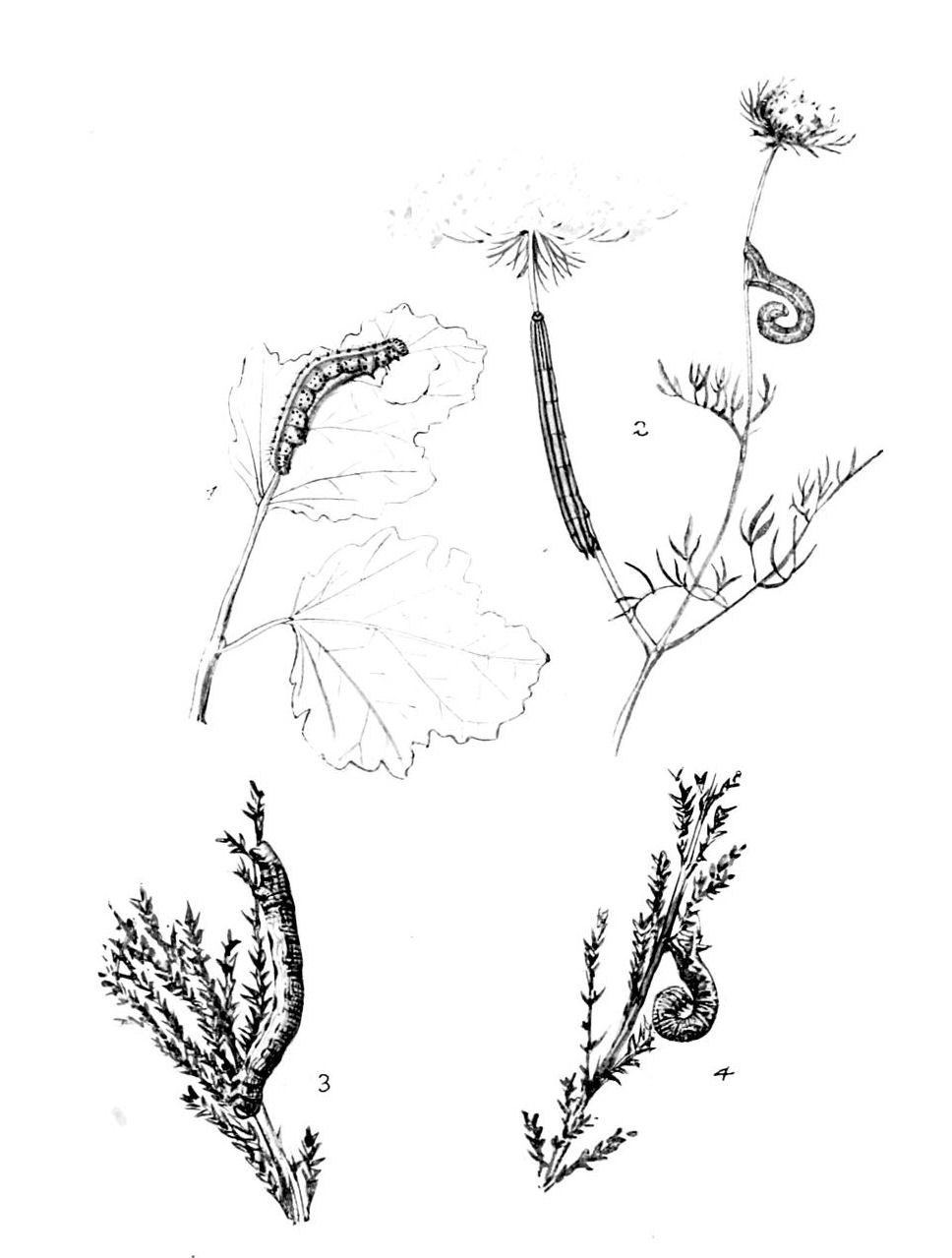
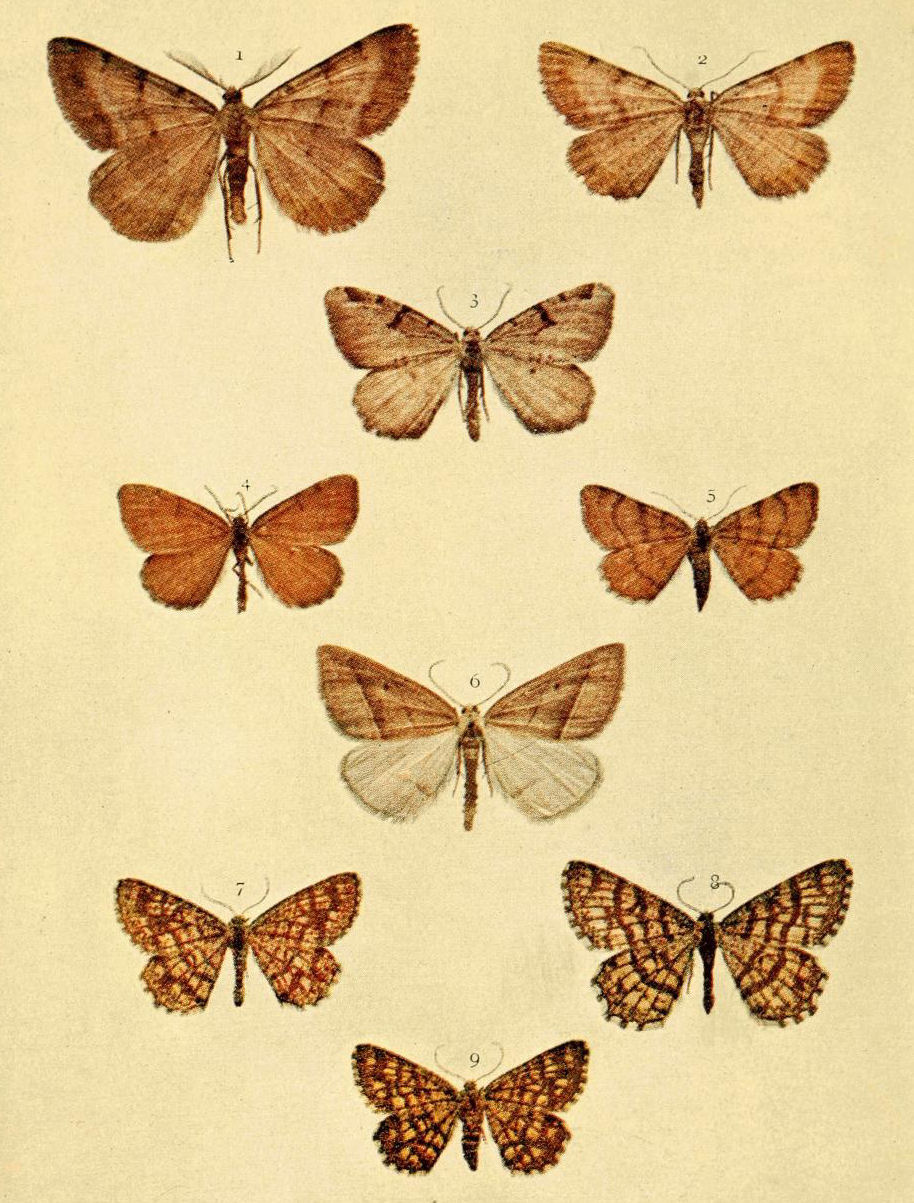
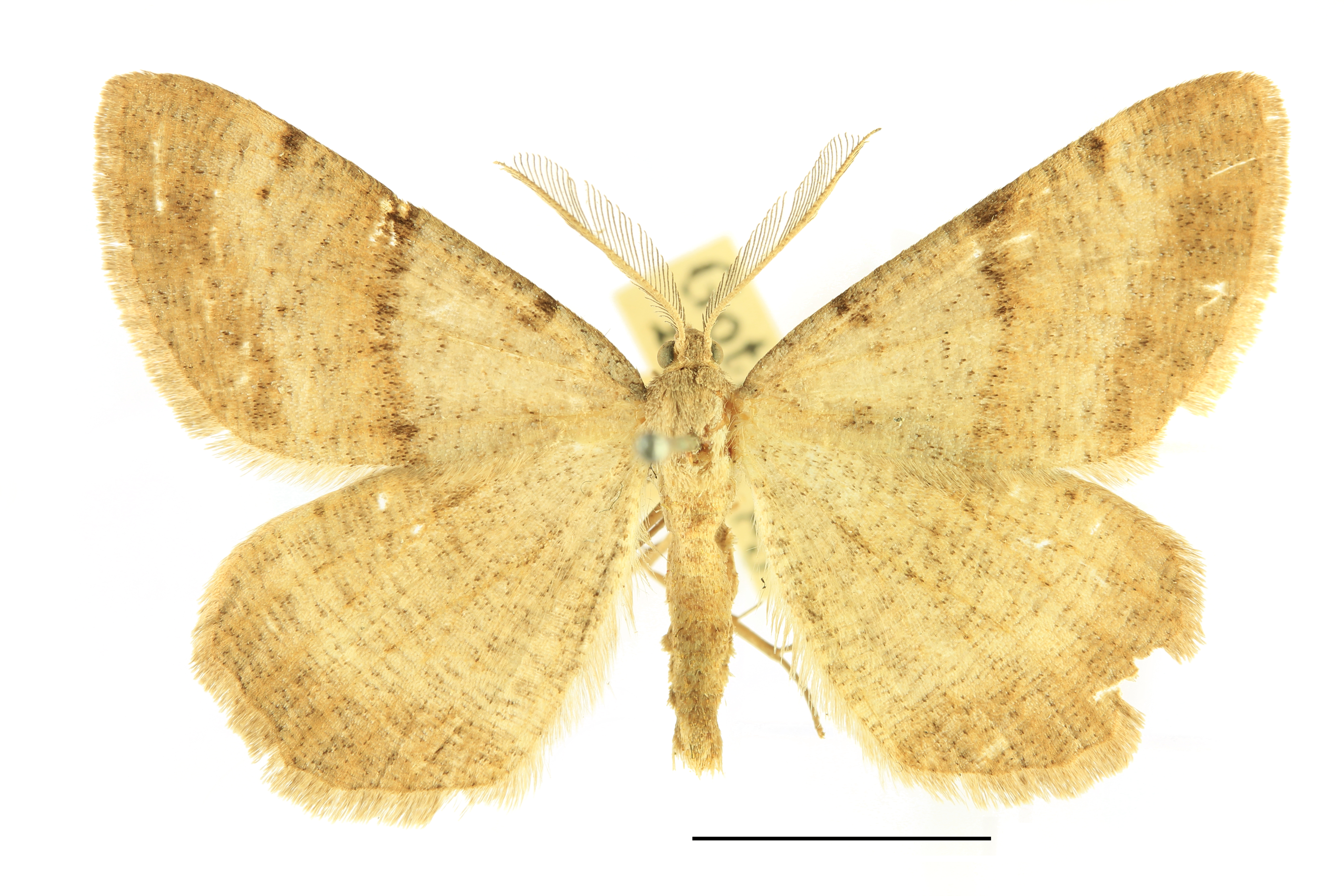